# Unió Europea
La Unió Europea (UE) és una unió econòmica i política sui generis de 27 estats, situats en la seva major part a Europa. L'1 de gener del 2025 tenia més de 450 milions d'habitants.
Nasqué amb l'entrada en vigor del Tractat de la Unió Europea l'1 de novembre del 1993. Ha estat construïda sobre els fonaments de la preexistent Comunitat Econòmica Europea. L'últim tractat que va modificar la base constitucional de la Unió Europea va ser el Tractat de Lisboa, el 2009. És la tercera economia mundial per PIB nominal, darrere dels Estats Units i la Xina.
La Unió Europea ha desenvolupat un mercat únic mitjançant un sistema de lleis estandarditzades vigents en tots els estats membres i que garanteixen les quatre llibertats de la Unió: la llibertat de moviment de les persones, dels béns, dels serveis i del capital. La Unió Europea també té una política comercial única, polítiques agrícoles i pesqueres comunes, i una política de desenvolupament regional. Divuit dels estats membres han adoptat una moneda comuna, l'euro. La Unió Europea ha desenvolupat un paper important en la política exterior, en representar els seus membres en organitzacions internacionals entre les quals l'Organització Mundial del Comerç i les Nacions Unides, així com en les cimeres del G8. Vint-i-un dels estats membres també són membres de l'OTAN. La Unió Europea també s'ha organitzat en temes de justícia i afers interiors i ha abolit les verificacions de passaport i immigració entre els estats membres de l'Acord de Schengen, el qual també inclou altres estats no membres.
La Unió Europea opera institucionalment amb un sistema híbrid d'intergovernalisme i supranacionalisme. En molts casos, les seves decisions depenen del consens de tots els estats membres. Tanmateix, també hi ha cossos supranacionals amb la facultat de prendre decisions sense la necessitat de la unanimitat de tots els governs nacionals que la integren. Algunes institucions importants són la Comissió Europea, el Parlament Europeu, el Consell de la Unió Europea, el Consell Europeu, la Cort de Justícia Europea i el Banc Central Europeu. Els ciutadans de la Unió Europea elegeixen els membres del Parlament cada cinc anys.
La Unió Europea té els seus orígens en la declaració Schumann i la creació de la Comunitat Europea del Carbó i de l'Acer formada per sis estats el 1951, i en el Tractat de Roma de 1957. Des d'aleshores, la unió ha crescut amb l'admissió de nous estats membres i la creació de diverses institucions supranacionals. El 23 de juny de 2016, el Regne Unit va votar a favor d'abandonar la UE.
L'any 2012 va guanyar el Premi Nobel de la Pau per l'avanç de la pau i la reconciliació a Europa, així com l'establiment de la democràcia i els drets humans. El juny de 2017 fou guardonada amb el Premi Princesa d'Astúries de la Concòrdia.

## Concepte
El motiu original per la fundació, del que més tard seria la Unió Europea, va ser el desig de reconstruir Europa després dels tràgics esdeveniments de la Segona Guerra Mundial, i prevenir que Europa caigués víctima de la plaga de la guerra.
Per aconseguir aquest objectiu, la Unió Europea intenta crear una infraestructura que travessa les fronteres dels estats. Els estàndards harmonitzats creen un mercat més gran i més eficient, perquè els estats membres poden crear una única unió duanera sense pèrdua de salut (econòmica) o seguretat. Per exemple, els estats on la gent no pot posar-se mai d'acord a l'hora de menjar poden no obstant arribar a acords sobre els estàndards d'etiquetatge i higiene.
El poder de la Unió Europea va més enllà de les seves fronteres car, per vendre-hi, és útil seguir els seus estàndards (CE, conformité europeéne). Una vegada les fàbriques, grangers i mercaders d'un país no membre compleixen la normativa, la gran part dels costos associats a l'entrada a la UE es veuen reduïts al mínim. Quan s'harmonitzen les lleis per convertir-se en un membre de ple dret es crea més benestar (en eliminar els costos duaners), invertint només mínimament en el canvi de les lleis.
La Unió Europea és un conjunt de 27 estats (a gener del 2023), que mantenen entre si especials relacions econòmiques i polítiques de cooperació i integració.
Les especials relacions econòmiques es fonamenten en la llibertat de trànsit de mercaderies, treballadors i capitals, així com en l'establiment d'una moneda única, l'euro (€) per tots els estats membres (la denominada Eurozona).
Les especials relacions polítiques es tradueixen en l'establiment d'un mateix Ordenament jurídic, superior a les legislacions nacionals, i en l'existència i funcionament dels seus propis organismes polítics i institucions, superiors als dels Estats membres.
Tal com el canviant nom de la Unió Europea (de Comunitat Econòmica Europea a Comunitat Europea i finalment Unió Europea) suggereix, ha evolucionat amb el temps d'una unió primordialment econòmica fins a una unió cada cop més política. Aquesta tendència és visible principalment en el cada cop més gran nombre d'àrees de polítiques que recauen dins la UE: el poder polític s'ha dirigit en nombrosos camps dels estats membre cap a la UE. Aquesta visió de centralització cada cop més forta es contraresta amb dos fets. En primer lloc, alguns estats membres tenen una tradició domèstica de governs regionals forts. Això ha derivat cap a un enfocament més important de la política regional i les regions europees. Es va crear un comitè de les regions com a part del tractat de Maastricht.
A més a més, les polítiques que recauen en la UE cobreixen diferents formes de cooperació:
- Procés de decisió autònom: els estats membres han concedit a la comissió europea poder per prendre decisions en algunes àrees com a defensa de la competència, control a les ajudes estatals i liberalització.
- Harmonització: les lleis dels estats membres s'harmonitzen a través del procés legislatiu comunitari, que involucra la comissió europea, el parlament europeu i el consell de ministres. La conseqüència és que la llei comunitària està cada cop més present dins dels sistemes legals dels estats membre.
- Cooperació: els estats membres, que es reuneixen en el consell de ministres es posen d'acord a cooperar i coordinar les seves polítiques interiors.

La tensió entre la UE i els estats membre sobre les competències que els corresponen és una constant en el desenvolupament de la UE. Els instruments jurídics de la Unió Europea són:
- Reglament: és d'abast general, obligatori i directament aplicable.
- Directiva: obliga als estats quant al resultat, però la forma i els mitjans són escollits pels estats membres.
- Decisió: és d'obligat compliment per l'estat destinatari.
- Recomanació i dictamen: no són vinculants.

Tots els estats membre han d'adaptar la seva legislació per acostar-la amb la del marc legal comú europeu, conegut com a cabal comunitari.

## Geografia

### Geografia física

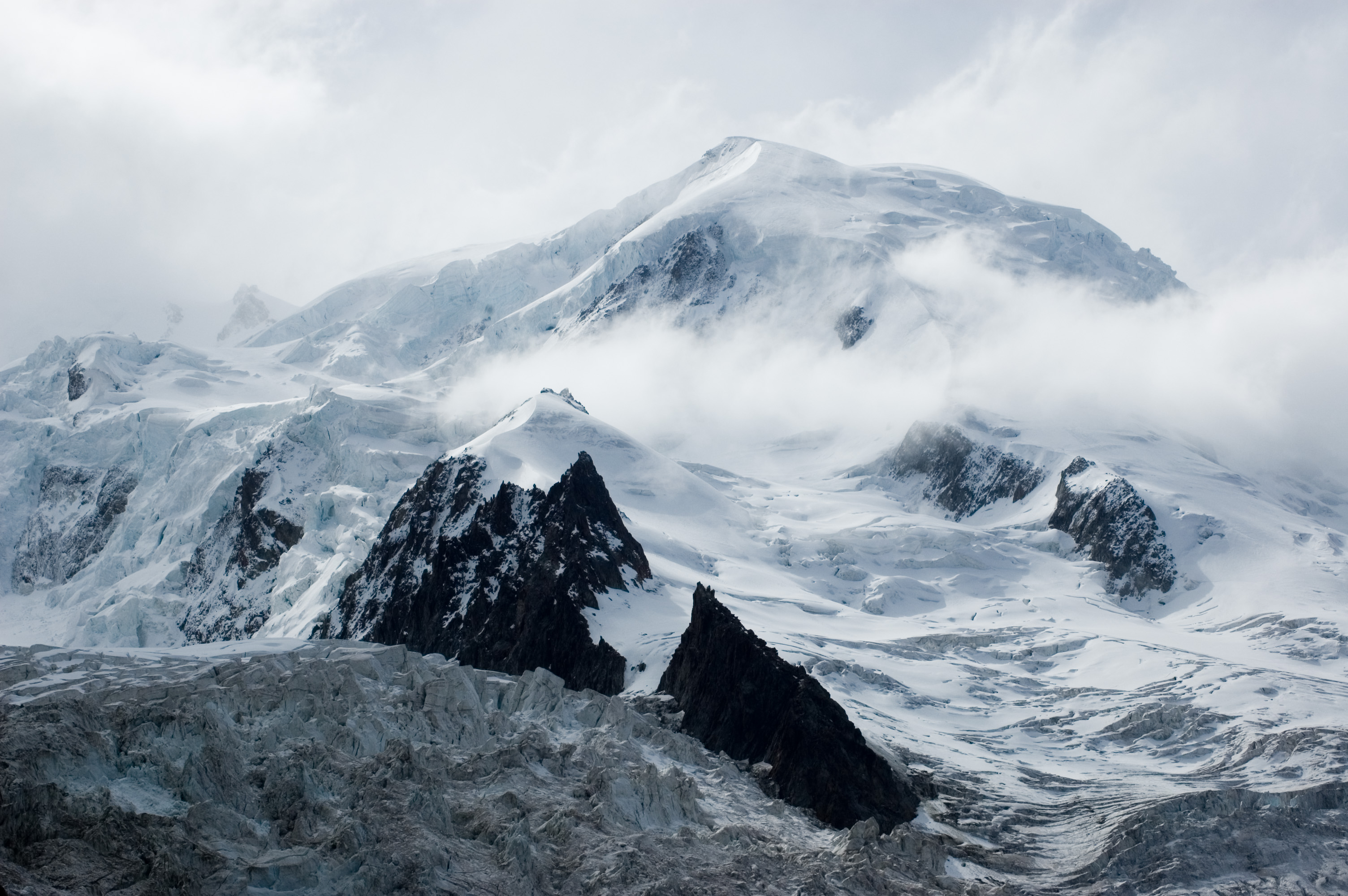
Mont Blanc als Alps el punt més elevat de la UE

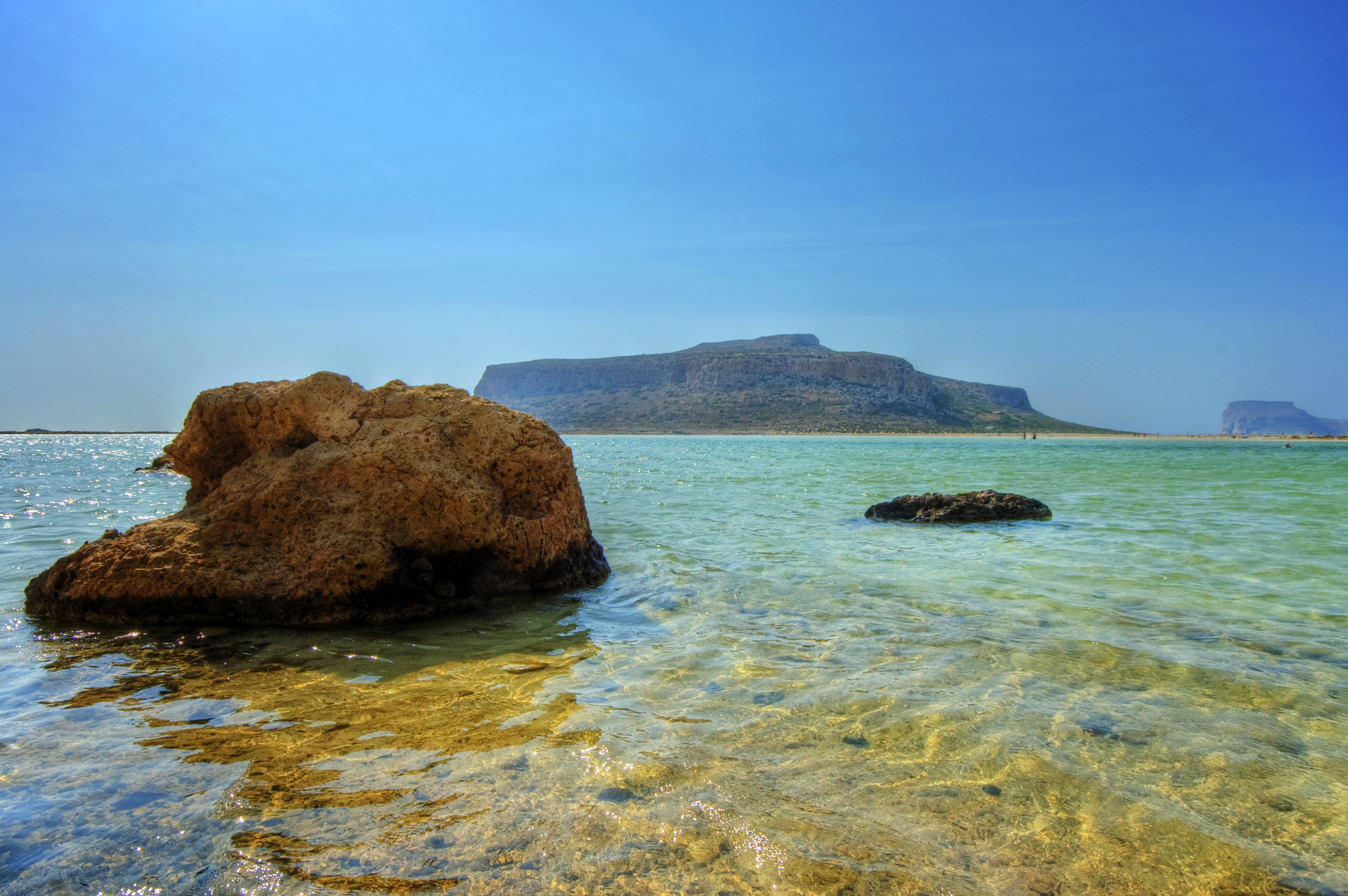
Platja a l'illa de Creta, Grècia

El territori de la Unió Europea correspon al territori combinat dels vint-i-set estats membres, amb algunes excepcions. No es correspon amb el territori geogràfic del continent europeu, ja que hi ha territoris europeus que no en són part, com ara el Regne Unit, Islàndia, Noruega i Suïssa. Per altra banda, hi ha territoris associats amb algun dels estats membres que, tanmateix, no són part de la Unió tot i ser a Europa, com ara les illes Fèroe. Groenlàndia, Aruba, les Antilles Neerlandeses i els territoris no europeus associats al Regne Unit, tot i ser territoris associats d'un estat membre, no formen part de la Unió Europea, mentre que altres territoris que tampoc no són part d'Europa, com ara les Açores, les illes Canàries, Ceuta, la Guaiana Francesa, Guadeloupe, Madeira, Martinica, Melilla, Réunion, entre d'altres, sí que són part de la Unió Europea, els anomenats Territoris especials de la Unió Europea.
La superfície total de la Unió Europea és de 4.422.773 km², el qual és inferior al de sis estats independents del món. El seu punt més elevat és el Mont Blanc, als Alps, amb 4.804 m. El clima és molt variat i influenciat per la seva extensa costa, de 69.343 km. Els estats membres de la Unió Europa tenen fronteres amb 21 estats no membres; la longitud total de les fronteres és de 12.441 km.
Incloent-hi els territoris d'ultramar dels estats membres, la Unió Europea tindria la major part dels tipus de clima, segons la classificació de Köppen, des del clima àrtic al tropical. La majoria de la població, tanmateix, viu en regions amb climes mediterranis (al sud d'Europa), temperats marítims (a l'oest) o hemiboreals (a l'est).

### Geografia política: els estats membres
La Unió Europea està integrada per 27 estats sobirans i independents, coneguts com a «estats membres»: Alemanya, Àustria, Bèlgica, Bulgària, Croàcia, Dinamarca, Eslovàquia, Eslovènia, Espanya, Estònia, Finlàndia, França, Grècia, Hongria, Irlanda, Itàlia, Letònia, Lituània, Luxemburg, Malta, els Països Baixos, Polònia, Portugal, Romania, Suècia, la República Txeca i Xipre. El Regne Unit hi va pertànyer des del 1973 fins al 31 de gener de 2020; és el primer estat membre a abandonar la Unió.
Hi ha sis candidats oficials a integrar-s'hi: Albània, Bòsnia i Hercegovina, Macedònia del Nord, Montenegro, Sèrbia i Turquia. Arran de la invasió russa d'Ucraïna de 2022, el país va sol·licitar un procediment d'adhesió accelerat, amb el qual es va rellançar l'adhesió d'Ucraïna a la Unió Europea, amb el suport previ de vuit estats membres. El 23 de juny de 2022, el Parlament Europeu va adoptar una resolució que demanava la concessió immediata de l'estatus de candidat per a ser membre de la Unió Europea a Ucraïna i Moldàvia. En el seguiment del full de ruta d'Ucraïna, tanmateix, l'agost de 2023 la viceprimera ministra per a la Integració Europea i Euroatlàntica d'Ucraïna va reconèixer que en aquell moment no compliria amb les set recomanacions de la Comissió Europea per a la seva adhesió tal com estava previst. Kosovo també es troba en la llista de la Comissió Europea com a candidat potencial, però la Comissió no el cita com a estat independent, car no tots els estats membres el reconeixen com a estat sobirà i independent separat de Sèrbia. Geòrgia és l'altre país que està catalogat com a potencial candidat per adherir-se a la UE.
Per a unir-se a la Unió Europea, un estat ha de complir amb els criteris de Copenhagen, definits en el Consell Europeu de Copenhagen de 1993. Alguns requeriments són una democràcia estable que respecta els drets humans i l'estat de dret, una economia de mercat en funcionament amb la capacitat de competir dins la Unió Europea, i l'acceptació de les obligacions dels membres, inclosa la llei europea. L'avaluació del compliment dels criteris per un estat candidat és feta pel Consell Europeu.
Tres estats d'Europa occidental que han optat per no unir-se a la Unió Europa, tanmateix, estan integrats a l'economia de la Unió i compromesos amb les seves regulacions: Islàndia, Liechtenstein i Noruega —que formen un mercat comú amb l'Àrea Econòmica Europea— i Suïssa, que també ha signat tractats bilaterals similars. Alguns microestats europeus —Andorra, Mònaco, San Marino i la Ciutat del Vaticà— han adoptat l'euro i han signat altres acords de cooperació.

## Govern i política
La Unió Europea és l'associació econòmica i política de vint-i-set estats europeus independents. La Unió Europea té tres àrees de responsabilitat, conegudes com els «tres pilars». Les polítiques de la Comunitat Europea que la va antecedir conforma el primer pilar; el segon pilar és la política exterior i de seguretat comuna; el tercer pilar són els afers interiors i de justícia i consisteix en la cooperació policial i judicial en els afers criminals.

### Institucions
| | | | |
| Consell Europeu | Consell de la Unió Europea | Parlament Europeu | Comissió Europea |
| Proporciona impuls i direcció | Legislatiu | Legislatiu | Executiu |
| | | | |
| Seu a Brussel·les, Bèlgica. | Seu a Brussel·les, Bèlgica. Les reunions se celebren a Luxemburg, Luxemburg en els mesos d'abril, juny i octubre. | Les reunions se celebren a Estrasburg, França i Brussel·les, Bèlgica. Secretaria amb seu a Luxemburg, Luxemburg. | Seu a Brussel·les, Bèlgica. Diversos departaments i serveis ubicats a Luxemburg, Luxemburg. |
| - Cimera dels Caps d'Estat o de govern, el President del Consell Europeu i el President de la Comissió Europea. - Dóna l'impuls polític necessari per al desenvolupament de la Unió i estableix els seus objectius i prioritats generals - No legisla | - Integrat per vint-i-set ministres nacionals (un per estat) - Formalment conegut com "el Consell"; informalment conegut com el "Consell de Ministres" - Actua juntament amb el Parlament com una legislatura - Comparteix amb el Parlament el poder pressupostari - Assegura la coordinació de l'àmplia política econòmica i social i estableix les directrius de la Política Exterior i de Seguretat Comuna (PESC) - Signa acords internacionals. | - Actua juntament amb el Consell (de la Unió Europea) com a legislador - Comparteix amb el Consell (de la Unió Europea) el poder pressupostari - Exerceix el control democràtic sobre les institucions, inclosa la Comissió Europea, i aprova els membres de la Comissió | - És l'executiu - Presenta propostes de nova legislació al Parlament i al Consell (de la Unió Europea) - Aplica les polítiques - Administra el pressupost - Vetlla pel compliment del Dret europeu ("guardià dels tractats") - Negocia acords internacionals |

| | |                                                 |
| Tribunal de Justícia de la Unió Europea | Banc Central Europeu | Tribunal de Comptes Europeu                     |
| Judicial | Banc central | Auditor                                         |
| | |                                                 |
| Seu a Luxemburg, Luxemburg. | Seu a Frankfurt del Main, Alemanya. | Seu a Luxemburg, Luxemburg.                     |
| - Garanteix l'aplicació i interpretació uniformes del dret europeu - Té el poder de resoldre els conflictes o desavinences entre els estats membres, les institucions, les empreses i els particulars | - Forma, juntament amb els bancs centrals nacionals, el Sistema Europeu de Bancs Centrals i determina així la política monetària de la zona de l'euro - Garanteix la estabilitat de preus a la Zona euro mitjançant el control de la oferta monetària | - Revisa la correcta utilització del pressupost |

Les activitats de la Unió Europea són regulades per diverses institucions encarregades de les tasques i polítiques establertes en els tractats de la Unió. Les institucions de la Unió Europea són:
- El Parlament Europeu és la «veu del poble».[32] És una de les parts integrants del «cos legislatiu» de la Unió. Està integrat per 785 membres de tots els estats membres proporcionalment amb llur població. Els membres s'elegeixen cada cinc anys pels ciutadans europeus. La funció principal del Parlament és aprovar lleis, responsabilitat que comparteix amb el Consell de la Unió Europea. Les propostes de llei provenen de la Comissió Europea. El Parlament i el Consell també són responsables d'aprovar el pressupost anual de la Unió. Els membres del Parlament Europeu (MPEs) no s'agrupen en blocs nacionals sinó en set blocs polítics europeus; els més grans són el Partit Popular Europeu (els cristianodemòcrates, de centredreta), els socialistes, els liberals i els verds.L'hemicicle del Parlament

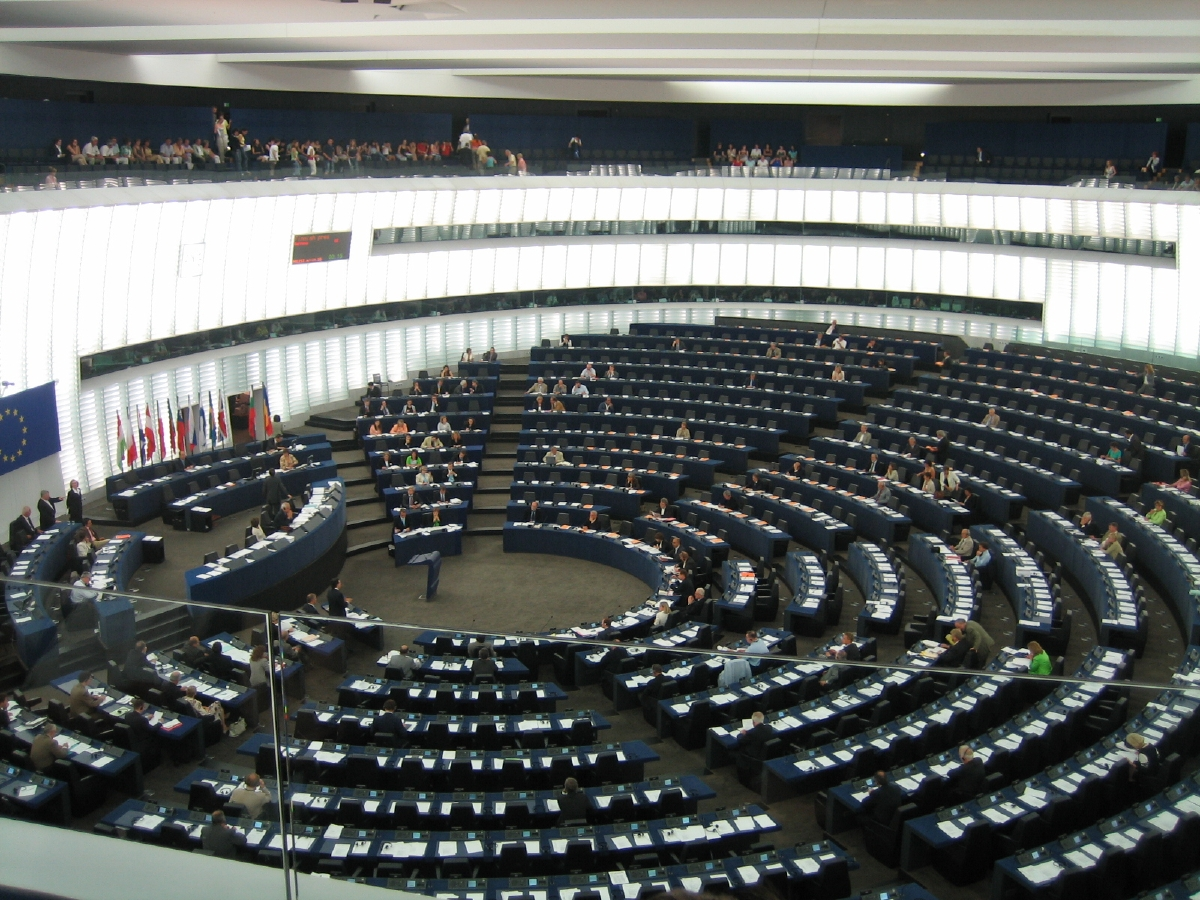
L'hemicicle del Parlament

- El Consell de la Unió Europea és la «veu dels estats membres»[32] i és l'altra part del «cos legislatiu de la Unió». És la institució principal per a la presa de decisions de la Unió i comparteix, amb el Parlament Europeu, la responsabilitat d'aprovar les lleis que es proposin. És responsable de la presa de decisions en qüestions de justícia i llibertat. A més a més, dirigeix les polítiques de seguretat, de defensa i exterior. Està integrat pels ministres de tots els governs nacionals dels estats membres—raó per la qual es coneixia anteriorment com a «Consell de Ministres». A les seves reunions només hi participen els ministres responsables dels temes a discutir. El nombre de vots de cada estat membre és proporcional a la seva població, tot i que la ponderació afavoreix els estats petits. Algunes decisions només requereixen la majoria dels vots, mentre que d'altres requereixen unanimitat. El Consell és encapçalat per la Presidència del Consell de la Unió Europea una funció rotativa per a cada estat membre per un període de sis mesos. El Consell es reuneix típicament quatre vegades a l'any en les cimeres europees.
- La Comissió Europea és la branca executiva de la Unió, responsable de fer propostes de llei i del funcionament diari de la Unió.[32] La Comissió representa i defensa els interessos de la Unió a diferència del Consell que representen els interessos dels estats membres. Per tant, és independent dels governs nacionals i és el motor de la integració europea. Està integrada per vint-i-set membres o comissionats un per cada estat membre, i cadascú amb funcions diferents. El President de la Comissió i els altres membres són nomenats pel Consell—aquests últims proposats pels governs nacionals—i confirmats pel Parlament.[33] El president i els membres són nomenats per un període de cinc anys que ha de coincidir amb el període del Parlament Europeu.
- Els Tribunals de Justícia de les Comunitats Europees, de Primera Instància i de la Funció Pública són les institucions que conformen la branca judicial de la Unió. Cadascuna té responsabilitats específiques. El Tribunal de Justícia de les Comunitats Europees vetlla per l'estat de dret comunitari; que la interpretació i aplicació del dret sigui la mateixa en tots els estats membres i que les sentències dels tribunals nacionals no discrepen entre si. La séu és a Luxemburg. El Tribunal de Primera Instància és responsable dels casos dels individus i les companyies que siguin referides per alguna de les corts dels estats membres.[34] El Tribunal de la Funció pública és la institució especialitzada de l'àmbit del contenciós de la funció pública de la Unió.

Altres institucions de la Unió Europea són el Banc Central Europeu, el Comitè Econòmic i Social, el Comitè de les Regions, el Banc Europeu d'Inversions, el Defensor del Poble Europeu i l'Europol.

### Ciutadania de la Unió Europea

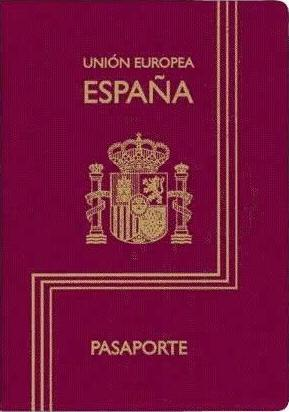
Passaport espanyol

La ciutadania de la Unió Europea es va introduir en el Tractat de Maastricht el 1992. La ciutadania de la Unió Europea coexisteix i complementa la ciutadania estatal, però no la substitueix ni la reemplaça.
Segons els tractats esmenats, els ciutadans de la Unió Europa gaudeixen de diversos drets, entre els quals:
- el dret de circular i residir lliurement en el territori de qualsevol estat membre;
- el dret del sufragi actiu i passiu en les eleccions al Parlament Europeu i en les eleccions de l'estat membre on visquin, amb les mateixes condicions que els nacionals del mateix estat;
- el dret de ser protegit dins el territori d'un país no membre on no hi hagi cap representació de l'estat de llur ciutadania, per les autoritats diplomàtiques i consulars de qualsevol estat membre amb les mateixes condicions que els nacionals d'aquest estat;
- el dret de no ser discriminat a causa de la seva nacionalitat en cap de les estipulacions dels tractats de la Unió, incloent-hi les condicions laborals ni de contractació.

### Afers exteriors
La cooperació en els afers exteriors entre els estats membres va començar amb l'establiment de la Comunitat el 1957, ja que els estats membres negociaven com a bloc els tractats internacionals sota una política comercial comuna. El 1970 es va establir la Cooperació Política Europea la qual va crear un procés de consulta informal entre els estats membres per tal de formar polítiques exteriors comunes. No va ser sinó fins al 1997 que la Cooperació Política Europea es va formalitzar amb l'Acta Única Europea. La Cooperació Política Europea va ser reanomenada «Política Exterior i de Seguretat Comuna» (PESC) segons el Tractat de Maastricht.
En el Tractat de Maastricht la PESC promou tant els interessos de la Unió com els interessos de la comunitat internacional. Això inclou la promoció de la cooperació internacional, el respecte dels drets humans, la democràcia i l'estat de dret.
El Tractat d'Amsterdam va crear la funció de l'Alt Representant per a la Política Exterior i de Seguretat Comuna, actualment encapçalada per Javier Solana, per tal de coordinar la política exterior de la Unió Europea. L'Alt Representant, amb l'actual Presidència del Consell de la Unió Europea parlen en representació de la Unió en temes de política exterior. La Política Exterior i de Seguretat comuna requereix la unanimitat entre els ara vint-i-set estats membres. A més del sorgiment d'una política exterior de la Unió Europea, la influència internacional de la Unió també s'ha vist en la seva ampliació. Els beneficis percebuts en fer-s'hi membre són incentius per a la reforma política i econòmica als estats que volen complir amb els requeriments d'unió i es consideren un factor important que va contribuir a la reforma dels països de l'antic bloc comunista de l'Europa oriental.
A més de la PESC, la Comissió també té una representació única en les organitzacions internacionals mitjançant les funcions del Comissari Europeu de Relacions Exteriors i Política Europea de Veïnatge. Al G8, la Unió té els drets d'un membre i és representat pel president del Consell i de la Comissió en funcions. A l'Organització Mundial de Comerç (OMC), on els vint-i-set estats membres són representants, la Unió Europa també hi és representada per Comissari Europeu per al Comerç.

### Ajuda humanitària
L'Oficina de l'Ajuda Humanitària de la Comunitat Europea proveeix ajuda humanitària als països en vies de desenvolupament. El 2006 el seu pressupost va ser de 671 milions d'euros, dels quals el 48% es van destinar als països d'Àfrica, el Pacífic i el Carib. En comptar les contribucions de la Unió Europa i les contribucions separades dels estats membres, la Unió Europa és el donador més gran d'ajuda humanitària del món.
Tanmateix, l'ajuda humanitària europea no ha estat exempta de crítiques. El laboratori d'idees euroescèptic Open Europe la considera ineficient i relacionada amb objectius econòmics. Algunes organitzacions de caritat han argumentat que els governs europeus inflen les quantitats de diners destinades a l'ajuda en incloure-hi els diners destinats als estudiants internacionals i els refugiats. Si s'eliminessin, la Unió Europa no hauria assolit els seus objectius del 2006.

## Economia

### Mercat comú
Dos dels objectius bàsics de la Comunitat Econòmica Europea van ser el desenvolupament d'un mercat comú, que es va anomenar posteriorment com a mercat únic, així com la creació d'una unió duanera entre tots els estats membres. El mercat únic inclou la lliure circulació de béns, capital, persones i serveis dins la Unió. i la unió duanera és l'aplicació de tarifes a la importació comunes a tots els estats membres. Tan bon punt els béns han ingressat al mercat per qualsevol port d'entrada, ja no són subjectes a tarifes duaneres, impostos discriminatoris ni a quotes d'importació internament. Els estats d'Islàndia, Noruega, Liechtenstein i Suïssa, que no són membres de la Unió, participen en el mercat comú però no pas en la unió duanera.
El moviment lliure de capital té com a propòsit permetre el moviment de les inversions com ara les compres de propietat i d'accions i participacions d'empreses entre els països. El moviment lliure de persones significa que els ciutadans de la Unió Europea es poden moure lliurement entre els estats membres per a viure, treballar, estudiar o jubilar-se en qualsevol país. Això inclou la reducció de les formalitats administratives i el reconeixement de les qualificacions personals entre els ciutadans dels estats membres.

### Unió monetària
Vegeu també: Eurozona

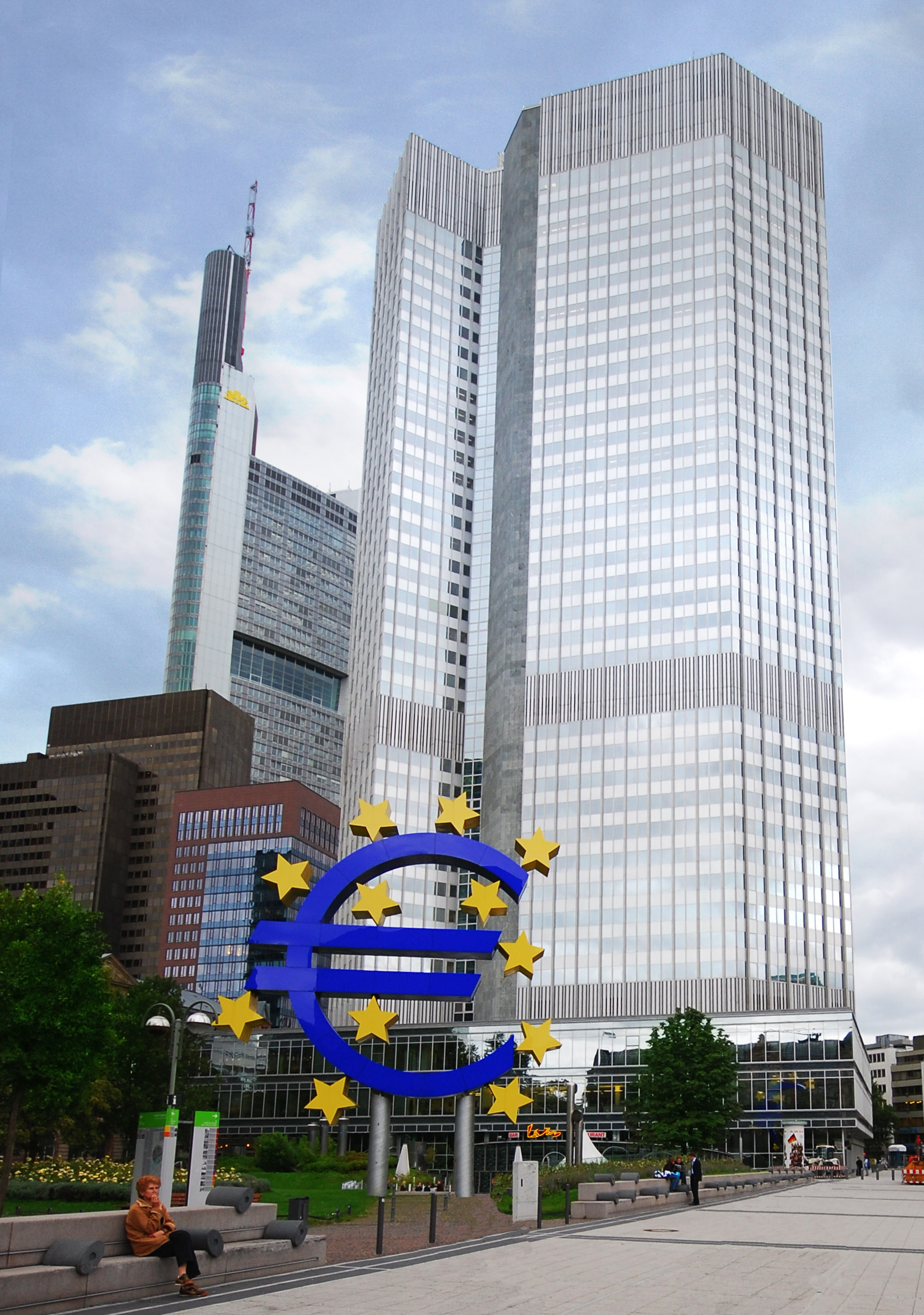
El Banc Central Europeu

La creació d'una moneda única per a Europa es va convertir en un objectiu oficial el 1969. Tanmateix, no va ser sinó fins a la signatura del Tractat de Maastricht el 1993 que els estats membres van obligar-se a crear una unió monetària, a tot tardar, l'1 de gener de 1999. Aquest dia, l'euro va ser introduït en quinze dels estats membres de la Unió tot i que els bitllets i monedes no van començar a circular sinó fins a l'1 de gener de 2002, entre, aleshores, els dotze estats que van acceptar-les. El 2009, setze estats membres pertanyen a la unió monetària. Tots els altres estats membres, llevat del Regne Unit i Dinamarca estan obligats, legalment, a unir-se a la unió monetària tan bon punt compleixin les condicions econòmiques requerides, però pocs estats han fixat dates específiques per a fer-ho.
L'euro, i les polítiques monetàries dels estats que l'han adoptat dins la Unió Europea, són controlades pel Banc Central Europeu. Encara hi ha onze altres monedes en circulació a la Unió Europea. Per altra banda, altres estats no membres utilitzen la moneda oficialment o sense cap acord amb la Unió.

### Dades econòmiques
Internament, les polítiques de la Unió europea tenen com a propòsit assolir la convergència dels estàndards de vida dels estats membres. Tanmateix, ateses les diferències en la renda per capita dels estats membres (des de $7.000 als $69.000), hi ha dificultats per a dissenyar i aplicar polítiques econòmiques comunes. El 2004 i el 2007 la Unió Europea va admetre deu i dotze països, respectivament, que són, en termes generals, menys desenvolupats tecnològicament i econòmicament que la resta.
El Producte interior brut (PIB) estimat de la Unió Europea el 2008 va ser de $14,960 bilions, poc més del 20% del Producte brut mundial, estimat en paritat de poder adquisitiu, equiparable al PIB dels Estats Units d'Amèrica, estimat en $14.580 bilions el mateix any. El PIB per capita estimat mitjà dels estats membres el 2008 va ser de $33.800. El 2009, atesa la crisi financera i econòmica global, la Unió Europea s'ha vist severament afectada. Les grans economies, Alemanya, França, el Regne Unit, Itàlia i Espanya, totes cinc han entrat oficialment en recessió econòmica.

### Polítiques de desenvolupament econòmic

#### Agricultura

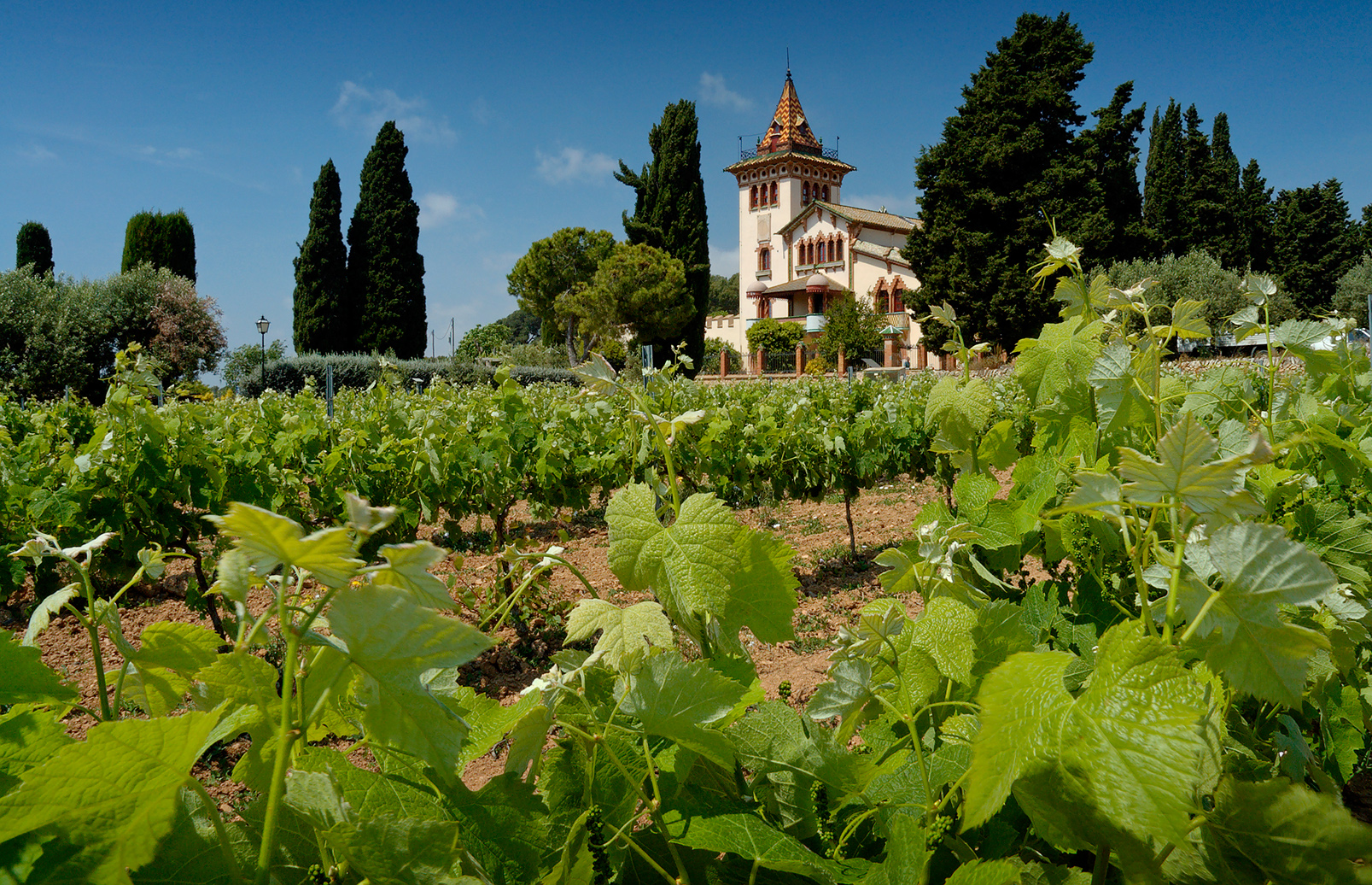
Vinya catalana

La Política Agrícola Comuna és una de les polítiques més antigues de la Comunitat Europea i un dels seus propòsits originals. La política té com a objectius incrementar la producció agrícola, assegurar la certesa del subministrament dels aliments així com la qualitat de vida dels agricultors, i estabilitzar els mercats en assegurar preus raonables pels consumidors. Fins fa poc, operava mitjançant un sistema de subsidis i d'intervenció en el mercat; fins a la dècada de 1990 la política representava el 60% del pressupost anual de la Comunitat Europea i encara en representa el 35%.
Els controls de preus i la intervenció en els mercats van tenir com a resultat la sobreproducció que s'emmagatzemaven per tal de mantenir els nivells mínims de preus. Per tal de disposar d'aquest superàvit, sovint es venien en el mercat mundial a preus per sota dels preus garantits per la Comunitat o, per altra banda, els agricultors sovint rebien subsidis que equivalien a la diferència entre els preus mundials i de la Comunitat. Aquest sistema ha estat criticat per vendre més barat que la producció dels països en vies de desenvolupament. La sobreproducció també ha estat criticada pels ambientalistes a causa dels mètodes de producció intensius. Per altra banda, els que donen suport a la Política Agrícola Comuna, argumenten que l'ajuda econòmica per als agricultors, els assegura un estàndard de vida raonable impossible econòmicament si no existís.
Des del començament de la dècada de 1990, la política s'ha anat reformant. Al principi, aquestes reformes incloïen la política de separar una porció de terra de la producció, imposar quotes en la producció de llet i, recentment, la dissociació dels diners que reben els agrícoles de la UE de la quantitat de producció. Les despeses agrícoles abandonaran els subsidis relacionats amb la producció específica per relacionar-los amb la mida del ranxo o la terra, per tal de permetre que el mercat estableixi els nivells de producció i alhora assegurar la renda dels agricultors. Les reformes també inclouen l'abolició del règim de sucre entre els estats membres i les nacions africanes i caribenyes i llur relació privilegiada.

#### Energia
Subministrament total d'energia (2019)
El subministrament total d'energia de la UE va ser de 59.000 milions de GJ el 2019, al voltant del 10,2% del total mundial. Aproximadament tres cinquenes parts de l'energia disponible a la UE procedien d'importacions (sobretot de combustibles fòssils). Les energies renovables van aportar el 18,1% del subministrament total d'energia de la UE el 2019 i l'11,1% del consum final d'energia.
La UE ha tingut poder legislatiu en l'àmbit de la política energètica durant la major part de la seva existència; l'origen es remunta a la Comunitat Europea del Carbó i de l'Acer original. La introducció d'una política energètica europea obligatòria i global es va aprovar a la reunió del Consell Europeu de l'octubre del 2005, i el primer projecte de política es va publicar el gener del 2007.
La UE té cinc punts clau en la seva política energètica: augmentar la competència al mercat interior, fomentar la inversió i impulsar les interconnexions entre xarxes elèctriques; diversificar els recursos energètics amb millors sistemes per respondre a una crisi; establir un nou marc de tractat per a la cooperació energètica amb Rússia alhora que es milloren les relacions amb els Estats rics en energia de l'Àsia central i el Nord d'Àfrica; utilitzar els subministraments energètics existents de manera més eficient alhora que s'incrementa la comercialització d'energies renovables; i, finalment, augmentar el finançament de noves tecnologies energètiques.
El 2007, els països de la UE en conjunt van importar el 82% del seu petroli, el 57% del seu gas natural i el 97,48% del seu urani. Els tres principals proveïdors de gas natural de la Unió Europea són Rússia, Noruega i Algèria, que van sumar al voltant de tres quartes parts de les importacions el 2019. Hi ha una forta dependència de l'energia russa que la UE ha intentat reduir. No obstant això, el maig del 2022, es va informar que la Unió Europea està preparant una altra sanció contra Rússia per la invasió d'Ucraïna. S'espera que es dirigeixi contra el petroli rus, els bancs russos i belarussos, així com contra particulars i empreses. Segons un article de Reuters, dos diplomàtics van afirmar que la Unió Europea podria imposar una prohibició a les importacions de petroli rus per a finals de 2022. El maig de 2022, la Comissió de la UE va publicar la iniciativa RePowerEU, un pla de 300.000 milions d'euros que traça el camí cap a la fi de la dependència de la UE dels combustibles fòssils russos per al 2030 i l'acceleració de la transició cap a una energia neta.

#### Infraestructura
La UE prova de millorar la infraestructura interestatal entre els estats membres de la UE, per exemple, mitjançant les Xarxes Transeuropees. Alguns dels seus projectes són l'eurotúnel, l'LGV EST, el Túnel ferroviari de Mont-Cenis, el Pont d'Oresund i el Túnel de Brennero. El 2001 s'estima que el 2010 la xarxa inclourà 75.200 km de carreteres, 78.000 de vies fèrries, 330 aeroports, 270 ports marítims i 210 ports interns.
Les polítiques de desenvolupament del transport europeu augmentaran la pressió sobre el medi ambient. Abans de l'ampliació de la UE el 2004, el problema principal del transport eren la congestió i la contaminació. Després de l'ampliació, el problema actual és incorporar els nous membres a l'agenda del desenvolupament del transport.
Un altre projecte d'infraestructura, tot i ser projectat i dissenyat per l'Agència Espacial Europea (ASE), és el sistema de localització Galileu. Galileu és un Sistema Global de Navegació per Satèl·lit impulsat per la UE i que començarà a funcionar el 2010. El projecte de Galileu va ser dissenyat per reduir la dependència de la UE del sistema nord-americà de posicionament (GPS) i alhora proveir d'un servei més acurat atesa l'edat del GPS. Ha estat criticat per altres pels costs elevats, el seu naixement militar (el Galileu serà civil), les demores i la redundància percebuda en tenir sistema alternatiu al GPS.

#### Desenvolupament regional
Hi ha grans disparitats econòmiques entre els estats membres de la Unió Europea. Tot i ajustar la renda per capita amb la paritat de poder adquisitiu, la diferència entre les regions més riques i més pobres (en NUTS-2 i NUTS-3) és d'un factor de deu. Per una banda, Frankfurt té una renda per capita de 71.476 €, París de 68.968 € i el Londres Intern de 67.798 €, mentre que els NUTS més pobres, tots tres a Romania, són Vaslui amb 3.690 €, Botoşani amb 4.115 € i Giurgiu amb 4.277 €. La renda per capita dels Estats Units és 35% superior a la renda de la mitjana dels estats membres de la Unió Europea, i la del Japó és 15% superior.
Hi ha un gran nombre de Fons Estructurals i Fons de Cohesió per donar suport a les regions subdesenvolupades de la Unió Europea localitzades principalment al centre i a l'est. Altres fons proveeixen de suport per a les emergències i altres es destinen als candidats per transformar llur economia als estàndards de la UE.

## Geografia humana

### Demografia
Segons les estadístiques de l'any 2018, la població total dels 28 estats que aleshores formaven part de la UE era de 512.596.403, més de la meitat dels 710 milions que habiten tot el continent europeu. S'espera un increment poblacional en els anys futurs degut principalment a la immigració.
La població de la Unió Europea representa el 7,3% de la població mundial tot i que la seva superfície representa el 3% de la superfície terrestre sobre el nivell del mar; la densitat de població és, per tant, de 114 habitants per quilòmetre quadrat, fent-la una de les regions més densament poblades del món. Un terç dels habitants de la Unió viuen en ciutats amb més d'1 milió d'habitants, i prop del 80% de la població viu en àrees urbanes. A la UE es troben diverses ciutats globals més que no pas en altra regió del món. Hi ha setze ciutats amb més d'1 milió d'habitants.

### Llengües
| Llengua | Parlants nadius | Total de parlants |
| --- | --------------- | ----------------- |
| Anglès | 1%              | 44%               |
| Alemany | 20%             | 36%               |
| Francès | 14%             | 30%               |
| Italià | 15%             | 18%               |
| Castellà | 9%              | 17%               |
| Polonès | 9%              | 10%               |
| Romanès | 5%              | 6%                |
| Neerlandès | 3%              | 6%                |
| Hongarès | 2%              | 3%                |
| Portuguès | 2%              | 3%                |
| Grec | 2%              | 3%                |
| Portuguès | 2%              | 2%                |
| Suec | 2%              | 3%                |
| Txec | 2%              | 3%                |
| Búlgar | 1%              | 2%                |
| Eslovac | 1%              | 2%                |
| Danès | 1%              | 2%                |
| Finès | 1%              | 1%                |
| Croat | 1%              | 1%                |
| Lituà | 1%              | 1%                |
| Eslovè | <1%             | <1%               |
| Estonià | <1%             | <1%               |
| Irlandès | <1%             | <1%               |
| Letó | <1%             | <1%               |
| Maltès | <1%             | <1%               |
| Font: llengües oficials a febrer de 2020, tant com a llengua materna i no materna, i basat en un estudi de 2012. |                 |                   |

El règim lingüístic de la UE estableix que vint-i-quatre llengües són oficials i de treball de les institucions europees: alemany, anglès, búlgar, castellà, danès, eslovac, eslovè, estonià, finès, francès, irlandès, grec, hongarès, italià, letó, lituà, maltès, neerlandès, polonès, portuguès, romanès, serbocroat, suec i txec. Els documents amb valor jurídic, com ara les directives i reglaments que s'aproven, es tradueixen a totes les llengües oficials. El Parlament Europeu també tradueix tots els documents i les sessions plenàries a totes les llengües oficials. Algunes institucions només en fan ús d'unes poques, com a llengües de feina interna. Les polítiques lingüístiques són la responsabilitat dels estats membres, però les institucions de la UE promouen l'aprenentatge d'altres llengües.
L'alemany és la llengua nadiua més parlada, amb 88,7 milions de parlants el 2006, seguida de l'anglès, el francès i l'italià. L'anglès, per altra banda, és la llengua estrangera més parlada, per més de la meitat de la població de la Unió (51%), seguida de l'alemany i el francès. El 56% dels ciutadans europeus poden conversar en alguna altra llengua a més de llur llengua materna. La majoria de les llengües oficials de la UE pertanyen a la família indoeuropea, llevat de l'estonià, el finlandès i l'hongarès, que pertanyen a la família de les llengües uralianes, i del maltès que és una llengua semita. La majoria de les llengües oficials de la UE fan ús de l'alfabet llatí, llevat del búlgar, que fa ús de l'alfabet ciríl·lic i del grec, que fa ús de l'alfabet grec.
A banda de les 23 llengües oficials, hi ha 150 altres llengües i comunitats lingüístiques: llengües constitucionals, llengües regionals i minoritàries, parlades per 50 milions de persones. D'aquestes, només les llengües constitucionals espanyoles, el català, el basc i el gallec, arran de les Conclusions del Consell de 13 de juny de 2005, així com el gaèlic escocès i el gal·lès, poden ser utilitzades pels ciutadans per comunicar-se amb les institucions de la Unió. Tot i que els programes de la UE poden donar suport a les llengües regionals i minoritàries, la protecció dels drets lingüístics són afers de cada estat membre.
A més de les llengües regionals, una gran varietat de llengües d'altres parts del món són parlades per les comunitats d'immigrants als estats membres, com ara el turc, l'àrab magrebí, el rus, l'urdú, el bengalí, l'hindi, el tàmil, l'ucraïnès, el panjabi i les llengües dels Balcans. La majoria de les persones de les comunitats d'immigrants més antigues són bilingües o plurilingües. Les llengües dels immigrants no tenen cap mena de reconeixement ni estatus a la UE ni als estats membres, tot i que des del 2007 poden rebre suport de la secció d'ensenyament de llengües del Programa d'Aprenentatge de la UE.

### Religió

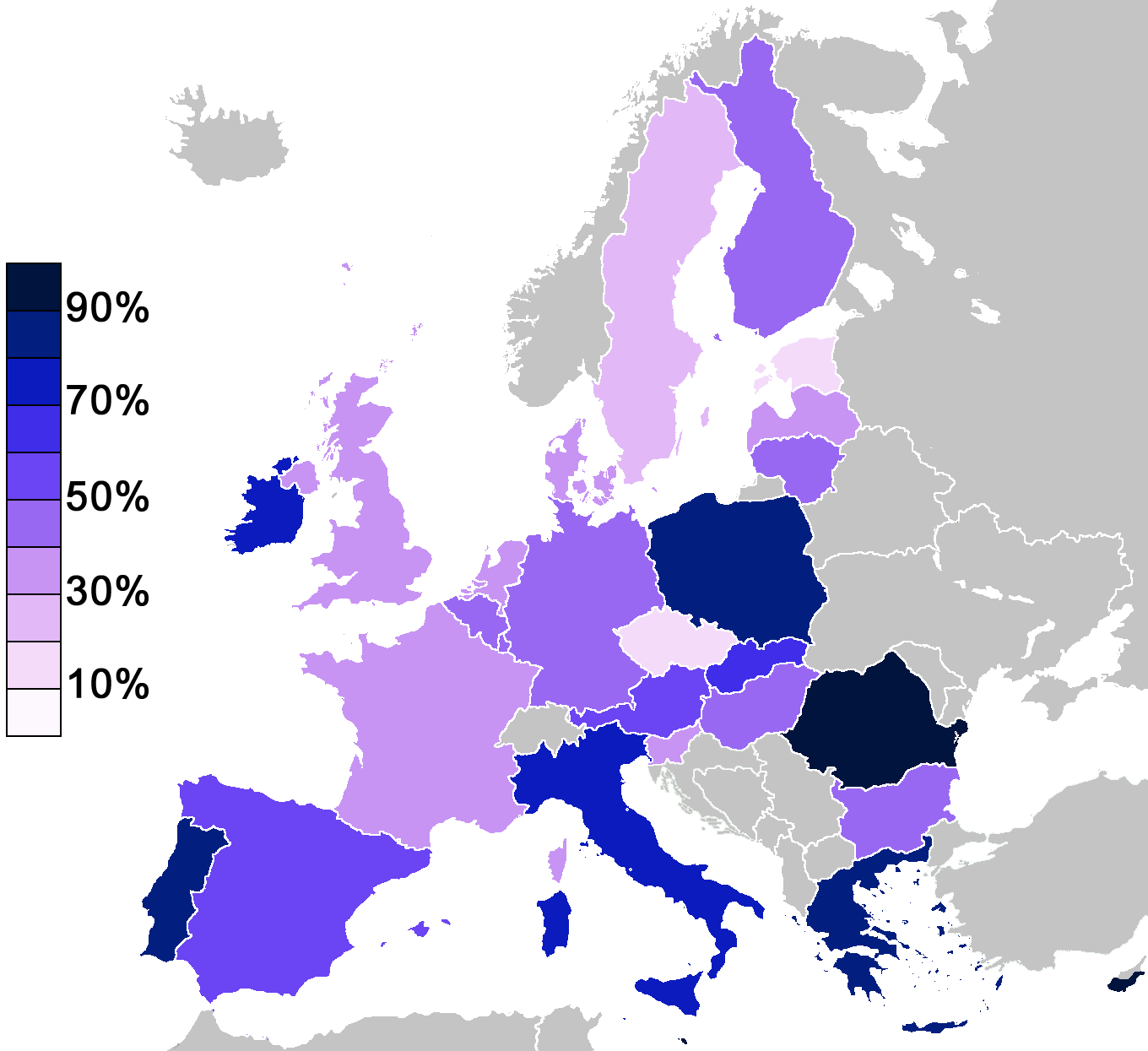
Percentatge dels europeus de cada estat membre que creuen en alguna deïtat.

La UE és una entitat secular sense cap connexió formal amb cap religió, i cap religió s'esmenta en cap dels tractats vigents ni proposats. En els debats dels esborranys de la Constitució Europea i del Tractat de Lisboa es va incloure una menció del cristianisme i/o de Déu en el preàmbul, però aquesta idea va ser oposada, i no es va incloure en el text final.
L'èmfasi del cristianisme és degut a la seva posició com a religió més practicada en l'actualitat i històricament d'Europa i inclou el catolicisme, el protestantisme i el cristianisme ortodox. Altres religions, tanmateix, també són practicades, actualment i històricament, com ara el judaisme i l'islam. La població estimada musulmana de la UE el 2006 era de 16 milions, i la població jueva es va estimar en poc més d'un milió.
Les enquestes d'opinió de l'eurobaròmetre, organitzats per l'Eurostat mostren que la gran majoria dels ciutadans de la Unió tenen algun tipus de creença, però només el 21% la considera important. L'ateisme i l'agnosticisme continuen creixent entre la població europea, i l'assistència a les esglésies està decaient en diversos països. L'Eurobaròmetre del 2005 va mostrar que dels ciutadans europeus (dels 25 estats membres d'aleshores), el 52% creia en «algun» déu, el 27% en «algun tipus d'esperit o força de vida» i el 18% no tenia cap mena de creença. Els països amb el menor nombre de persones amb creences religioses van ser la República Txeca (19%) i Estònia (16%). Els països més religiosos van ser Malta (95% i predominantment catòlic), Xipre i Romania, amb el 90% de la població creient en Déu.

## Història
Després de la Segona Guerra Mundial les propostes d'integració europea eren considerades per molts com una manera d'evitar un altre conflicte bèl·lic entre posicions extremistes i alhora promoure el desenvolupament econòmic de la postguerra. Ja durant la guerra, Altiero Spinelli, polític italià membre del Partit Comunista Italià i responsable de l'embrió que avui coneixem com Unió Europea, va posar de manifest aquesta via en un manifest, el Manifest per a una Europa Unida i Lliure. El va escriure a la presó i en el document s'hi pot llegir la idea que l'existència d'estats-nacions és un factor que porta fàcilment a la confrontació i que només a través d'una Europa federal s'arribaria a una pau duradora. Si bé la idea comença del cantó comunista, no caldrà esperar perquè el 1944 es formi un primer moviment no comunista que defensi ja una Europa federal. D'aquest moviment sortirà finalment el Consell d'Europa, que si bé és un organ independant de la Unió Europa, deixa clara aquesta intenció d'unir els països europeus. De fet, l'any 1944 es crea el Benelux, mostrant de certa manera, el pas que havia d'emprendre Europa. Churchill, primer ministre britànic també va contribuir en aquesta idea pronunciant un cèlebre discurs l'any 1946 on parlava ja d'uns «Estats Units d'Europa», gir de frase que apel·la a la presència d'un país que col·laborarà de certa forma en aquest projecte. Els EUA en sortir de la guerra, i tenint únicament l'Europa Occidental com a únic comprador per una indústria desenvolupada, com l'americana, havien de trobar alguna solució perquè Europa es reconstruís i que, endemés, s'hi fomentés la pau de manera a, precisament, ajudar l'intercanvi comercial entre els EUA i Europa. Així, l'any 1947, després que fos aprovada la constitució italiana, George Marshall, secretari d'estat dels EUA, va desvetllar el seu programa per a la recuperació econòmica. Segons ell, una recuperació que ajudaria a lluitar contra la fam, la pobresa i la desesperació. Es tractava del Pla Marshall mitjançant el qual els EUA injectaven diners a Europa perquè aquesta es recuperés econòmicament, això sí, a canvi d'organitzar els diners en comunitat. Això va suposar la creació de l'OECE, és a dir, l'Organització Europea per a la Cooperació Econòmica que va suposar ja un punt d'inici per establir lligams i cooperacions entre països. El 1949, en esclatar la Guerra de Corea, França, Anglaterra i els països que formen el Benelux s'uneixen en la Unió Occidental que no fou altra cosa que una aliança de protecció militar davant la possible amenaça soviètica. D'aquesta unió i dels fruits de L'OECE, Jean Monnet, economista francès, proposa al Ministre d'Afers Exteriors francès la CECA. La Comunitat Europea del Carbó i de l'Acer, tot i tenir només el propòsit modest de centralitzar el control de les indústries nacionals dels estats membres, fou declarada com el primer pas cap a una federació a Europa. Els membres fundadors foren Bèlgica, França, Itàlia, Luxemburg, els Països Baixos i Alemanya Occidental.

Ampliacions de la Unió Europea al llarg de la història.

El procés continuà l'any 1957, quan els sis països de la CECA van firmar el Tractat de Roma, que va significar el naixement de Comunitat Econòmica Europea (CEE). Aquesta organització es convertia així en un mercat comú o unió duanera que permetia la lliure circulació de persones i de mercaderies en el seu si. Els objectius de l'organització eren, a més de fomentar la cooperació econòmica, l'enfortiment de les relacions entre els estats membre i l'elevació del nivell de vida dels ciutadans.
També es va fomentar un seguit de mesures com la llibertat de competència i el desenvolupament d'unes lleis comunes per a les quals es governarien els estats membres.
L'any 1973 es feu la primera ampliació de la CEE amb l'ingrés de Dinamarca, Irlanda i el Regne Unit. Després s'hi adheriren Grècia (1981), Espanya i Portugal (1986). La incorporació d'aquests països es va retardar perquè a començaments dels anys setanta no complien una de les condicions imprescindibles per a l'ingrés: tenir un règim de drets i llibertats democràtiques.
La incorporació d'Espanya i Portugal va coincidir amb la firma de l'Acta Única Europea, que significà un nou aprofundiment en la integració econòmica i l'enfortiment de les institucions europees comunes.
El 1992 la firma del Tractat de Maastricht suposà un salt qualitatiu fonamental en el procés d'integració europea, ja que els estats cedien importants parcel·les de sobirania en benefici de les institucions europees. Amb aquest tractat, pel qual la CEE es convertí en Unió Europea, es reforçà la integració econòmica i s'avançà cap a la integració política i social. Els aspectes més innovadors del tractat eren: la culminació del procés d'unificació monetària amb la creació del Banc Central Europeu i l'Euro, la creació de la ciutadania europea, la cooperació mútua en les àrees de justícia i interior, i l'establiment d'una política exterior comuna. L'any 1995 Suècia, Finlàndia i Àustria es van incorporar a la Unió Europea (UE 15)
El 1997 se signà a Amsterdam el Nou Tractat per Europa en què es fixà com a criteri fonamental l'aprofundiment en el procés cap a l'Europa social i política establert a Maastricht. Els objectius fonamentals del nou tractat eren: fer de l'ocupació i dels drets dels ciutadans l'eix de la Unió, suprimir els últims obstacles a la lliure circulació, reforçar la seguretat, refermar la posició d'Europa al món i millorar l'eficàcia de les institucions europees.
Aquest últim objectiu era fonamental per fer possible l'adhesió de nous membres a la Unió. El funcionament de les institucions i l'administració europees es veuria abocat al col·lapse si es produís una incorporació massiva de nous membres.
El procés d'unificació europea feu un salt endavant qualitatiu amb l'establiment de la moneda única el 1998 i l'entrada en circulació de l'euro el 2002, adoptat com a divisa nacional per 10 estats de la UE. Un any abans d'aquesta fita, en el Tractat de Niça del 2001 s'acordaren les bases que van fer possible l'ampliació de l'any 2004, amb el que la Unió Europea passà a tenir 25 membres (UE 25).
L'1 de gener de 2007, s'incorporaren dos nous estats membres: Bulgària i Romania, convertint-se l'Europa dels 25 en la UE 27.
Els assumptes més importants que preocupen la Unió Europea en l'actualitat són l'ampliació cap al sud i l'est (vegeu més avall), la constitució europea, proposada per la Convenció, la relació de la unió amb els Estats Units d'Amèrica i la participació en l'Euro d'aquells estats membres actualment fora de la zona euro.
L'1 de juliol de 2013 Croàcia entrà a formar part de la Unió Europea, esdevenint el 28è estat membre.
El 29 de març de 2017 va començar el procés de sortida de la Unió Europea pel Regne Unit anomenat Brexit, culminant el 31 de desembre de 2020.
A més, hi ha alguns països candidats a formar part de la Unió Europea: Turquia, Sèrbia, Montenegro, Macedònia del Nord i Albània. El juny de 2023, la República de Moldàvia va rebre l'estatus de candidat a la membre de la Unió Europea , juntament amb Ucraïna,

### Fites
1. Com a precedents importants cal destacar la Declaració Schuman (9 de maig de 1950) i el Tractat de París (18 d'abril de 1951), pel qual es constitueix la Comunitat Europea del Carbó i l'Acer (CECA) entre sis Estats: Bèlgica, França, Alemanya, Itàlia, Luxemburg i els Països Baixos.
2. Comunitat Econòmica Europea (1957-1986)
  - El 25 de març de 1957, els sis Estats membres de la CECA van signar el Tractat de Roma i el Tractat constitutiu de la Comunitat Europea de l'Energia Atòmica (Euratom).
  - Al llarg dels anys següents, la CEE va anar incorporant progressivament més Estats: Dinamarca, Irlanda i el Regne Unit el 1973, Grècia el 1981, i Espanya i Portugal el 1986.
3. Comunitat Europea (1986-1992)
  - Acta Única Europea (1986).
  - La CE es va ampliar amb la incorporació del territori de l'Alemanya de l'Est el 1990, a conseqüència de la reunificació alemanya.
4. Unió Europea (des de 1992)
  - Tractat de Maastricht de 1992.
  - Ampliació: Àustria, Finlàndia i Suècia el 1995.
  - Tractat d'Amsterdam de 1999.
  - Tractat de Niça de 2001.
  - Entra en circulació l'euro en 2002
  - L'ampliació de 2004 (1 de maig de 2004) amb la incorporació de Polònia, República Txeca, Eslovàquia, Estònia, Letònia, Lituània, Xipre, Malta, Hongria i Eslovènia.
  - Fallida Constitució Europea de 2004
5. Ús oficial de la llengua catalana
  - 16 de novembre de 2005: El President de la Generalitat de Catalunya, Pasqual Maragall, i el de la Generalitat Valenciana, Francesc Camps, parlen oficialment per primera vegada en català/valencià al Comitè de les Regions d'Europa, gràcies a l'acord signat el mateix dia amb l'ambaixador espanyol a la UE.
  - L'ampliació de 2007: Bulgaria i Romania
  - Entra en vigor la Constitució Europea en 2009
  - 31 de gener de 2020: Sortida del Regne Unit de la Unió Europea